# 2016年江苏盐城龙卷风
2016年江苏盐城龙卷风是在2016年6月23日發生的一場EF4級龍捲風，對中国江苏省盐城市阜宁县、射陽縣一帶造成嚴重影響，此龍捲風造成的傷亡是幾十年來最嚴重的。

## 背景

日本气象卫星向日葵-8號的可見光（上）和紅外線（下）衛星雲圖顯示在2016年6月23日鹽城一帶受中尺度對流系統影響的情況，藍色*符號代表鹽城

江蘇省是中國受龍捲風吹襲最頻繁的省份，1956至2005年間平均一年出現21.4個龍捲風。其強度也是中國各省之最，1961至2010年間出現28個EF-2級龍捲風，8個EF-3級或以上的龍捲風，遠超其他省份。之前造成江蘇省最嚴重傷亡的龍捲風是1966年3月3日的EF-3-4级的龍捲風，吹襲鹽城一帶，造成87人死亡，1,246人傷。
2016年6月22至23日，受副熱帶高壓北抬影響，南亞季風和南海季風匯合北上，為江蘇北部地區帶來水汽和熱量，同時東北冷渦后部一股冷空氣南下，在兩者交互影響之下，江蘇省一帶的大氣不甚穩定，劇烈的強對流天氣因而出現。

## 過程
2016年6月23日中午12時至下午3時，鹽城北部受强对流云团影响，出现强阵风、冰雹和强降水等劇烈天氣。當日下午1時28分，一個中氣旋在江苏省淮安附近生成，其後形成龍捲風。阜寧新溝鎮在下午2時49分錄得每秒34.6米的最大風速。在下午3時左右，龍捲風伴隨暴雨、冰雹吹襲阜宁县、射陽縣一帶地區。在影響阜宁和射陽一帶以後龍捲風逐漸消散。

## 影響和傷亡
據當局統計，龍捲風至少造成99死，846人傷，其中近200人重傷。阜寧縣8,004戶28,104間房屋倒塌損壞，2所小學受損，8幢廠房被損毀，毀壞大棚面積4.8萬畝。射陽縣房屋受損、倒塌615戶。220座各類通信基站退服，倒桿2800根，部分地區出現影響電力供應中斷和通信基站無信號的情況，1570根有線信號桿線受損，162桿路燈損壞，40條高壓供電線路受損，影響3萬負荷供電；射陽縣電力、通訊桿線受損嚴重，龍捲風經過的4條10千伏線路區域用戶全停。在當地的阿特斯协鑫阳光电力科技有限公司的兩座厂房損毀，損毀面積達4萬平方米，造成經濟損失近50億人民幣。

## 救災和善後工作
國務院工作組趕赴災區，向江蘇省調撥1,000頂帳篷、2,000張折疊床、10套場地照明燈等中央救災儲備物資，以作群眾臨時安置工作。江蘇省啟動自然災害救助應急Ⅰ級響應，調運救災帳篷350頂，帳篷應急燈700盞到災區支援，省民政廳工作組抵達災害現場開展工作。
中國氣象局部門派專家組到當地現場進行調查分析，認為龍捲風強度為EF4級。
截至2016年6月26日17时，江苏省社会捐助服务中心、省慈善总会、省红十字会及盐城慈善总会共接受社会各界捐款15187.54万元。其中省国资委组织12户省属企业支援救灾，捐款金额为2300万元；民政部门和慈善会接收捐赠款物为14994.94万元，红十字会接收捐赠款192.6万元。中华人民共和国财政部、中华人民共和国民政部也紧急下拨1亿元，用于盐城龙卷风冰雹特大灾害受灾群众紧急转移安置、过渡期生活救助、因灾倒损住房恢复重建和向因灾遇难人员家属发放抚慰金。
中共中央总书记习近平和国务院总理李克强作出重要批示，要求全力组织抢救受伤人员，最大限度减少人员伤亡。